# Вид оружаних снага
Видови оружаних снага су основни делови оружаних снага сваке независне државе, који по намени, организацији, наоружању и опреми одговарају средини у којој дејствују (копно, море или ваздух).

## Подела
У већини земаља усвојена је подела на три основна вида: копнену војску, ратно ваздухопловство и ратну морнарицу. У неким државама, међутим, оружане снаге деле се само на два вида (ваздухопловство је подељено између копнене војске и морнарице), док су у Совјетском Савезу, поред три основна вида, постојале и ракетнонуклеарне снаге стратегијске намене и ПВО као посебни видови оружаних снага. У Сједињеним Америчким Државама, поред три основна вида, постоје и Корпус морнаричке пешадије, Обалска стража и Свемирске снаге као посебни видови. Видови оружаних снага се даље деле на родове и службе, а они на гране и специјалности.